# Samsung Galaxy Note 3
A Samsung Galaxy Note 3 a  Samsung cég harmadik táblafon készüléke, ami 2013 szeptemberében jelent meg. A készülékhez tartozik egy továbbfejlesztett S Pen, az új Android 4.3 és többek között új gyors funkciók. A telefonhoz kifejlesztettek egy új tartozékot is, a Galaxy Gear nevű okosórát, ami azonban más Galaxy modellekkel is kompatibilis.